# سانتا کروس د لا سالسدا
سانتا کروس د لا سالسدا (به اسپانیایی: Santa Cruz de la Salceda) یک شهرستان در اسپانیا است که در کاستیا و لئون واقع شده‌است.

## خصوصیات
سانتا کروس د لا سالسدا ۲۵٫۸۶۰ کیلومترمربع مساحت و ۱۶۹ نفر جمعیت دارد و ۸۸۱ متر بالاتر از سطح دریا واقع شده‌است.